# Cratere Nunghui
Nunghui è un cratere sulla superficie di Cerere.